# بيتر فليمنغ (كرة مضرب)
بيتر فليمنغ (بالإنجليزية: Peter Fleming)‏ مواليد 21 يناير 1955 في نيو جيرسي، هو لاعب كرة مضرب أمريكي سابق بدأ مسيرته كمحترف سنة 1976 وكان يلعب باليد اليمنى، اعتزل اللعب في 1988. كما أنه أحد أبطال الجراند سلام. أعلى تصنيف له في الفردي كان المركز الـ 8 في سنة 1980.

## بطولات حققها
- بطولة ويمبلدون
- بطولة أمريكا المفتوحة للتنس

## روابط خارجية
- بيتر فليمنغ على موقع رابطة محترفي التنس (الإنجليزية)
- بيتر فليمنغ على موقع الاتحاد الدولي لكرة المضرب (الإنجليزية)
- بيتر فليمنغ على موقع كأس ديفيز (الإنجليزية)
- بيتر فليمنغ على موقع خلاصة التنس.كوم (الإنجليزية)
- بيتر فليمنغ على موقع إي إس بي إن.كوم (الإنجليزية)